# Chelonus muesebecki
Chelonus muesebecki är en stekelart som beskrevs av Mccomb 1962. Chelonus muesebecki ingår i släktet Chelonus och familjen bracksteklar. Inga underarter finns listade i Catalogue of Life.